# Марцелл (узурпатор)
Марцелл (*Marcellus, д/н — 366) — військовик часів пізньої Римської імперії, узурпатор 366 року.

## Життєпис
Про родину немає відомостей. Походив з поганської родини. Був військовиком за імператора Юліана, брав участь у Перському поході 363 року. У 365 році підтримував повстання Прокопія проти імператора Валента.
У 366 році після поразки Прокопія продовжив боротьбу проти Валента. В цей час очолював залогу міста Нікея. Марцелл оголосив себе імператором. На його бік стали м. Халкидон і майже вся Фракія, куди він попрямував з Нікеї, розраховуючи поповнити свій загін за рахунок фракійського населення та готів, 3 тис. яких були раніше спрямовані на допомогу Прокопію готськими вождями і тепер перебували на території Фракії. 
З Ілліріку до Фракії намагався вдертися magister militum Еквіцій, але стикнувся з відчайдушним спротивом, взявши в облогу м. Філіппополь. Водночас Еквіцій відправив частину військ проти Марцелла. Останній ще не встиг зібрати значні сили. Тому, стикнувшись з ворогом, узурпатор зазнав поразки. Його було схоплено та доправлено Еквіцію, який наказав стратити узурпатора. 
Незважаючи на загибель Марцелла, Халкидон та Філіппополь ще тривалий час чинили спротив. Також Валент вимушений був відправити своїх військовиків Віктора та Арінфея, щоб остаточно придушити повстання у Фракії.